# Placide Bernardus Haghebaert
Placide Amandus Bernardus Haghebaert (Noordschote, 18 april 1849 – Leuven, 2 april 1905), onder zijn kloosternaam Bernardus Maria Haghebaert O.P., was een Vlaams priester, dominicaan,  vertaler en letterkundige, die bekendheid genoot als Vlaamse vertaler in het Nederlands van De goddelijke komedie van Dante. 

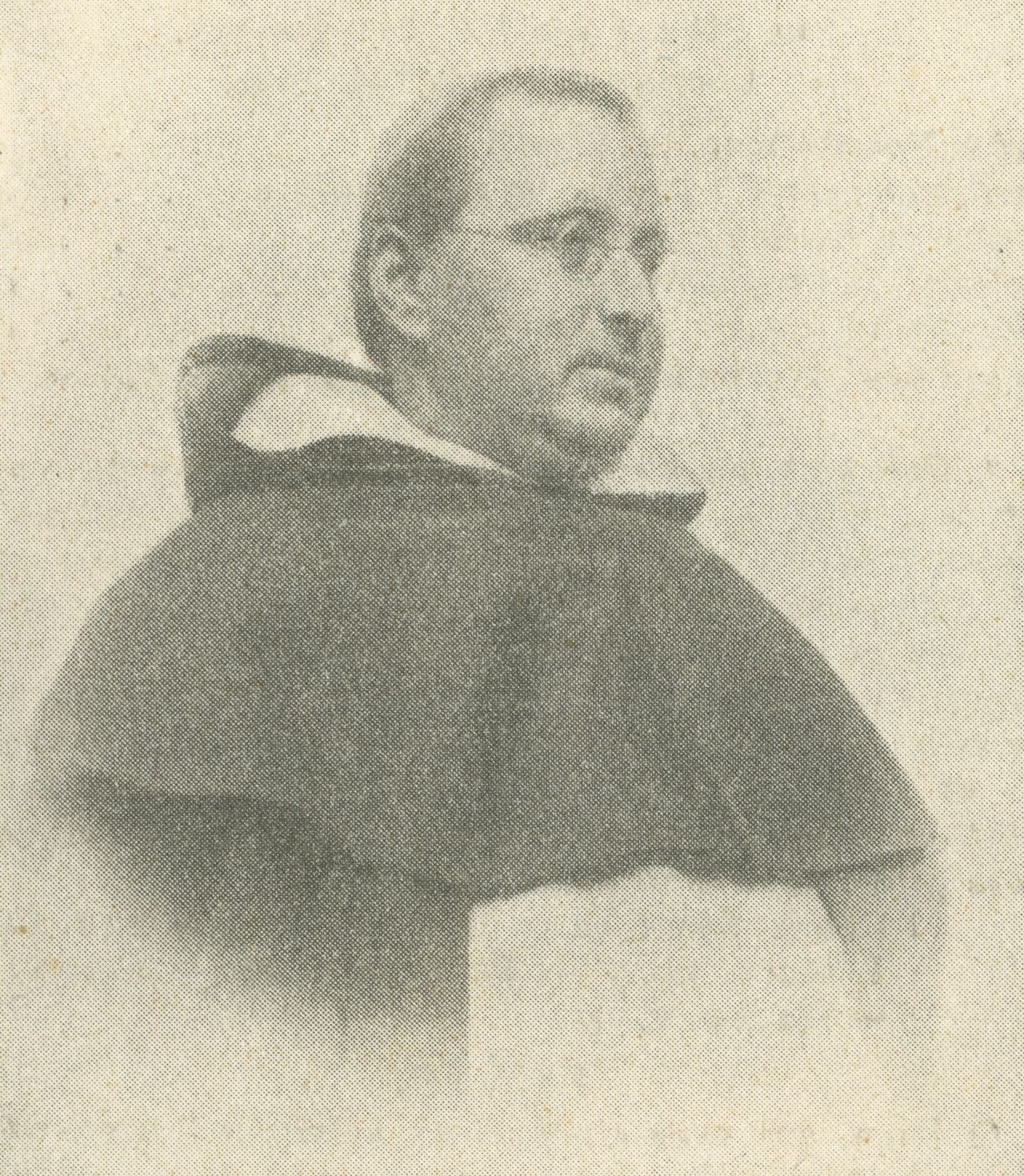
portret van Placide Haghebaert (1849-1905)

## Levensloop
Haghebaert werd geboren in Noordschote in 1849 als zoon van Pieter Jacobus Haghebaert (1822-1904) en Emilia Ghyselen (1824-1873). Hij kreeg onderwijs in het bisschoppelijk Sint-Vincentiuscollege in Ieper, het Klein Seminarie in Roeselare en het Grootseminarie in Brugge. Tussen 1874 en 1876 studeerde hij aan de Katholieke Universiteit Leuven en behaalde samen met Gustavus Josephus Waffelaert op 15 juli 1876 het baccalaureaat in de godgeleerdheid. Op 19 december 1874 werd hij in Brugge door bisschop Johan Joseph Faict tot priester gewijd.  
Terug in het bisdom Brugge werd hij in 1876 onderpastoor van Zonnebeke. In 1880 werd hij onderpastoor in Koekelare. Toen hij in 1888 38 jaar was, trad hij in bij de dominicanen. Hij voltooide zijn noviciaat in het klooster van La Sarte in Hoei als pater Bernardus Maria en verhuisde naar het Predikherenklooster in Leuven. Op 11 mei 1892 legde hij zijn eeuwige geloften af en werd op 9 juni 1892 benoemd als lector aan het Studium Generale van de dominicanen in Leuven. Hij doceerde er schriftuur, exegese, moraaltheologie en kerkelijk recht. Naast zijn lesopdracht was hij bestuurder van de Derde Orde van Sint-Dominicus en van het Genootschap van Arme Vrouwen (Leuven). Haghebaert volgde van nabij de oprichting en de werking van het Sint-Thomasgenootschap van de dominicanen (1897-1905). Dit genootschap was toegankelijk voor alle studenten en leken in de universiteitsstad Leuven. Ten gevolge van een korte ziekte overleed hij op 2 april 1905. Op 5 april 1905 werd hij begraven op het kerkhof van de Abdij van Park in Leuven.

## Letterkundige en vertaler
Als West-Vlaams taalparticularist behoorde hij tot de kringen rond Guido Gezelle, Leonard Lodewijk De Bo, Hugo Verriest, Adolf Duclos en Karel de Gheldere. Van 1876 tot 1889 werkte hij actief mee als vertaler en schrijver voor het West-Vlaams weekblad Rond den Heerd. Zijn bijdragen verschenen als reeksen in het weekblad. Onder andere Aptonga (1878-1879), den verdoolden Herder (1879) en de eerste Vlaamse vertaling van de Goddelijke Komedie van Dante (1885-1887). Met de voornoemde heren was hij lid van de Gilde van Sinte-Luitgaarde (Brugge) en ook een actieve zanter voor het lexicografisch tijdschrift Loquela (1881-1895) van Guido Gezelle.
Tijdens de periode 1888-1905 spitste hij zich toe op de vertaling van patristieke werken en verschillende delen van het Oude Testament. Voordien behoorde tot zijn voornaamste literaire vertaalwerkzaamheden de Nederlandse vertaling van de Divina Commedia van Dante. Dit verscheen eerst als artikelenreeks in het weekblad Rond den Heerd tussen 1885 en 1887 en vervolgens herwerkte hij zijn vertalingen en werden ze in 1901 in boekvorm uitgegeven. Van hem verschenen ook nog artikelen in de tijdschriften Dietsche Warande & Belfort en Revue biblique van de École biblique et archéologique Française de Jérusalem.
Pater Haghebaert behoorde tot de school van Gezelle. Zijn spraak en taal was West-Vlaamsch, alhoewel toch gezuiverd, zij bezat het schilderachtige, het zangerige dat onzen West-Vlamingen zoo eigen is en dat hunne vertellingen zoo vloeiend, zoo levend schoon maakt. Uit: Dietsche Warande & Belfort, mei 1905.

## Publicaties
Van Placide Bernardus Haghebaert verschenen volgende werken:
- Aptonga : Geschiedenis uit de tijden van den Heiligen Cypriaan, Roeselare, 1879.
- Den verdoolden herder: dagboek geschreven gedurende de vervolging van Decius Gratianus Aurelianus, Roeselare, 1880.
- Van den Blinden prinse, Brugge, 1884.
- Zielverheffingen over de mysteriën van den H. Roozenkrans of overwegingen en godvruchtige lezingen voor de maand october, den vasten, de maand van Maria en de bijzonderste feestdagen binst het jaar, Gent 1889.
- Het oud Testament: vertaling van de 13 kleine profeten, Brugge, 1896.
- Het oud Testament: vertaling van het boek Job, Brugge, 1897.
- Het Goddelijk Spel, Leuven, 1901.

## Verwantschappen
Placide Bernardus Haghebaert was verwant met:
- E.H. Joannes-Baptista Ghyselen (Langemark, 1798 - Oudekapelle, 1867), pastoor in Oudekapelle.
- E.H. Polycarpus Louwagie (Bikschote, 1830 – Brugge, 1869), onderpastoor in Brugge.
- Amandus Ludovicus Sticker (Reninge, 1843 - Reninge, 1924), een Belgisch katholiek politicus, gemeenteraadslid, schepen en burgemeester van Reninge.
- E.H. Henricus Louwagie (Bikschote, 1843 – Dentergem, 1908), pastoor in Dentergem.
- Honoré Haghebaert (Elverdinge, 1866 - Proven, 1936), notaris en schepen van Proven, Vlaams dichter en leerling van Hugo Verriest.
- E.H. Jules Maria Perquy (Brugge, 1870 - Leuven, 1946), priester en dominicaan, stichter en directeur van de Sociale Scholen in Heverlee.
- Leo Marie Perquy (Brugge, 1872 - Brugge, 1931), ingenieur bij de firma Coiseau & Cousin, betrokken bij de uitbouw van de zeehaven van Brugge en het Zeekanaal (1896-1907), hoofdingenieur van de Buurtspoorwegen van West-Vlaanderen, lid als leerling in het Sint-Lodewijkscollege van de Gilde Noodvier.
- Chris Vandewalle (Veurne, 1976), archivaris van de stad Diksmuide.